# 1 E9 m
Pentru a ajuta compararea ordinelor de mărime ale diferitelor lungimi, iată o listă a lungimilor de ordinul 109 m, adică 1 milion de kilometri sau 1 Gm (gigametru):
- 1,4 milioane de kilometri: diametrul Soarelui;
- 1,5 milioane de kilometri: distanța de la Pământ la viitorul telescop spațial James Webb.
- 5 milioane de kilometri: distanța minimă a cometei Halley de Pământ, atinsă la 10 aprilie 837.
- 9 milioane de kilometri: diametrul estimat al găurii negre supermasive din centrul Căii Lactee, Sagittarius A*.